# 京畿军政执法处
京畿军政执法处是中华民国初年在首都北京设立的军政执法机构。该机构是由清朝末年设在北京的北洋驻京营务处于1912年5月改组成立。该处直隶于大总统，原京防营务处总办陆建章改任该处处长。京畿军政执法处名义上负责京城内外及天津治安，实际上类似于中央特务组织。1916年袁世凯去世后，1916年6月19日，中华民国大总统黎元洪命令裁撤京畿军政执法处。 

## 历任总办
1. 陆建章（1912年5月－1914年4月）
2. 雷震春（1914年4月－1916年）